# Webtrees
webtrees es una aplicación de genealogía distribuida como software libre de código abierto colaborativo y en línea , que trabaja con el estándar de fichero GEDCOM y es instalado en un webserver usando PHP y MySQL.

## Historia
webtrees es una bifurcación de PhpGedView, que fue creado a principios de 2010, cuando la mayoría de los desarrolladores activos de PhpGedView dejó de usar SourceForge debido a problemas con la exportación de cifrado software. webtrees es la segunda bifurcación de PhpGedView. A finales de 2005, el primero de ellos, llamado GENMOD, fue creado.
El 26 de julio de 2010, un mes antes que la versión 1.0.0 de webtrees fuese liberada, Dick Eastman, que publica en Eastman's Online Genealogy Newsletter, presentó webtrees como "la ola del futuro."
El día que la versión 1.0.0 de webtrees fue liberada, Tamura Jones revisó y comparó las diferencias de la misma con PhpGedView.

## Descripción
El programa se instala en un servidor web y permite a los usuarios la edición conjunta de los datos genealógicos. Para intercambiar datos con programas de genealogía externos se utilizan archivos GEDCOM (Standard 5.5.1). Los datos se pueden introducir y editar directamente desde la interfaz web de los diferentes usuarios, con un sofisticado sistema de derechos de control de acceso completamente configurable por el administrador.
Varias opciones de visualización de los datos genealógicos están disponibles, incluyendo los antepasados y la representación libro-diagrama de la familia como "reloj de arena", de ascendencia o descendencia del árbol. Otras características son la carta de línea de tiempo (representación paralela de "barra de vida" de varias personas) o el cálculo de la relación de afinidad entre dos personas. Además de las listas de personal, relaciones familiares y de origen, el programa incluye una lista de funciones de calendario, pudiendo elegir por día, mes o año para visualización de eventos. Tiene búsqueda de texto completo y más funciones de búsqueda. Esto incluye la búsqueda Soundex (Búsqueda fonética por algoritmo Russell y Daitch-Mokotoff).
El administrador tiene extensas opciones de configuración para la visualización de la información y de los derechos. El usuario puede elegir entre diferentes temas, seleccionar su idioma para la interfaz de usuario y configurar su portal de inicio.
Incluye los siguientes idiomas:
árabe, bosnio, búlgaro, catalán, chino, croata, checo, danés, neerlandés, inglés (GBR, EUA), estonio, finlandés, francés, alemán, griego, hebreo, húngaro, islandés, italiano, lituano, coreano, noruego (bokmål y nynorsk), persa, polaco, portugués (BRA, POR), ruso, eslovaco, esloveno, español, sueco, tártaro, turco, ucraniano y vietnamita. Traducciones parciales para el yiddish, el gallego, indonesio, rumano, serbio y japonés.